# Парламентські вибори в Угорщині 2018
Вибори до Національної асамблеї Угорщини пройшли 8 квітня 2018. Вони стали другими виборами після прийняття нової Конституції Угорщини, що набула чинності 1 січня 2012 року. Виборчий законом, який передбачає єдиний тур голосування та обрання 199 замість 386 депутатів Національних зборів Угорщини.

## Передумови
На попередніх виборах перемогу здобув блок партій «Фідес» і ХДНП (44,87 % голосів), отримавши 133 зі 199 місць у парламенті. Другий результат показала Угорська соціалістична партія (25,57 %), третій — «Йоббік» (20,22 %), четвертий — «Політика може бути іншою» (5,34 %).

## Виборча система
2012 року разом із прийняттям нової Конституції був змінений і виборчий закон. Основні зміни:
- Один тур виборів замість двох;
- Обмеження щодо явки скасовано. Раніше явка повинна була скласти не менше 50 % у першому турі і 25 % — у другому;
- Кількість місць парламенту — 199 замість 386. З них:
  - 106 місць розподіляються по виборчих округах (раніше було 176);
  - 93 місця розподіляються за партійними списками (раніше було 210 місць за регіональними і партійними списками);
- Виборчий бар'єр — 5 % так само, як і в попередньому законі. У разі двопартійного списку — 10 %, для трьох-і більше партійних списків — 15 %;
- Національні меншини можуть становити свої списки і повинні досягти виборчого бар'єру в 5 % від всіх голосів за меншини. Інші меншини зможуть послати в Національні збори представника без права голосу;
- Громадяни Угорщини, що не проживають постійно в країні, також мають право голосувати, але тільки за партійними списками.

## Результати
За попередніми даними найбільше голосів отримала партія Фідес на чолі з Віктором Орбаном із результатом 49,51 %.